# منحوتة كريبتوس

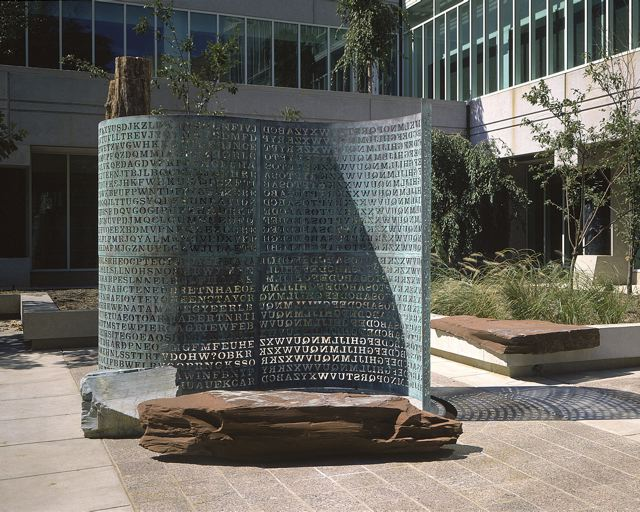
منحوتة كريبتوس في مقر وكالة الإستخبارات المركزية في لانغلي بولاية فرجينيا

منحوتة كريبتوس  هي منحوتة للفنان الأمريكي جيم سانبورن دشنت عام 1990، في لانغلي بولاية فرجينيا وتقع تحديدا في قلب مقر وكالة الإستخبارات المركزية (سي آي ايه). يعتبر النصب موضوع الكثير من النقاشات بسبب الرسائل المشفرة التي تغطيه حيث لم يستطع أحد حتى الآن فك شفرة ولو جزئية من الرسائل.